# دونگه لویچه
دونگه لویچه (به صربی: Donje Leviće) یک منطقهٔ مسکونی در صربستان است که در بروس واقع شده‌است. دونگه لویچه ۸۷ نفر جمعیت دارد.